# Сода вода
Сода или газирана вода, је безалкохолно пиће произведено тако што се под притиском обогаћује обична вода угљен-диоксидом, да би се добила газирана вода. Ово безалкохолно пиће се раније производило у мањим радионицама (содарама) а мајстори који су то радили су се звали содаџије. Укус такве воде је веома сличан данашњим јако газираним минералним (или киселим) водама.
Сода вода се паковала у тзв. сифонске боце, које су се производиле од стакла и на којима је био монтиран метални механизам са ручком. 
Од сода воде, содаџије су правиле и освежавајућа пића додавањем екстракта и шећера па се добијао: клакер, кабеза или оранжада. Овим пићима су се пуниле мале флаше или литарске боце (као за киселу воду или вино) са специјалним затварачем (тзв. пивски затварач).
Сода вода је била јефтино пиће и користила се за уклањање симптома јаке киселине у стомаку, прављење шприцера итд. Сифонске боце су се користиле по више пута, и кад би се испразниле носиле се код содаџије на поновно пуњење.
Локал или занатска радња где се производи и продаје сода вода се назива содара или содаџијска радња.
Свуда у свету је club soda заступљена у свим локалима и ресторанима. Најпознатији произвођачи газираних пића имају своју соду а код нас се полако враћа традиција испијања правог шприцера који се само и искључиво прави од сода воде и вина. 
Најбитнија особина соде је та што нема соли и минерале и не подиже крвни притисак за разлику од минералних газираних вода код нас познатијих као киселе воде.
Проналазач сода воде је Џозеф Пристли енглески научник из 18. века.